# Juan Pedro López
Pour les articles homonymes, voir López, Juan Pérez et Pérez.
López  Pérez est un nom espagnol. Le premier nom de famille, en général paternel, est López ; le second, en général maternel, souvent omis, est Pérez.
Juan Pedro López Pérez, né le 31 juillet 1997 à Lebrija, est un coureur cycliste espagnol. Il est membre de l'équipe Lidl-Trek

## Biographie
Juan Pedro López prend sa première licence vers l'âge de treize ans à la Peña Ciclista Trebujena, dans sa ville natale. Double champion d'Andalousie juniors (moins de 19 ans), il rejoint ensuite l'équipe de la Fondation Contador en 2015, où il s'illustre chez les amateurs
En juin 2018, il obtient un contrat avec l'équipe continentale Polartec-Kometa. En 2019, il gagne une étape du Tour de la Vallée d'Aoste. Après avoir été stagiaire au sein de l'équipe World Tour Trek-Segafredo, il signe un contrat professionnel au sein de cette équipe pour la saison 2020.
En 2020, il participe à son premier grand tour et termine 42e du général du Tour d'Espagne. En 2021, il est treizième du Tour d'Espagne. 
Il se révèle en 2022, lors de la 4e étape du Tour d'Italie, où il fait partie de l'échappée matinale qui se joue la victoire au sommet de l'Etna. Il prend la deuxième place de l'étape derrière l'Allemand Lennard Kämna, ce qui lui permet de s’emparer du maillot rose, récompensant le leader du classement général. Il est également le leader du classement des jeunes. Il conserve le maillot rose pendant 10 jours, puis en est dépossédé par Richard Carapaz. Il termine finalement dixième et meilleur jeune de la course. En août, il participe au Tour d'Espagne, mais sans connaitre la même réussite.
En 2023, il termine 74e de son premier Tour de France.
39e du Tour d'Italie 2024, il participe en 2024 à six autres courses par étapes sans résultats probants sauf sur le Tour des Alpes où il gagne en solitaire la 3e étape à Schwaz et remporte le classement général.

## Palmarès
- 2014
  - 2e de la Gipuzkoa Klasika
- 2015
  - 4e étape de la Vuelta al Besaya
  - 2e de la Vuelta al Besaya
  - 3e du Circuito Guadiana juniors
- 2017
  - Champion d'Andalousie sur route espoirs
  - Champion d'Andalousie du contre-la-montre espoirs
  - Mémorial Agustín Sagasti
- 2018
  - Trophée Guerrita
  - Tour de la Bidassoa :
    - Classement général
    - 1re étape

  - 3e de l'Aiztondo Klasica
  - 3e de la Coupe d'Espagne espoirs
- 2019
  - 4e étape du Tour de la Vallée d'Aoste
- 2022
  -  Classement du meilleur jeune du Tour d'Italie
  - 10e du Tour d'Italie
- 2024
  - Tour des Alpes : 
    - Classement général
    - 3e étape
- 2025
  - 7e du Tour de Romandie

## Résultats sur les grands tours

### Tour de France
1 participation
- 2023 : 74e

### Tour d'Italie
2 participations
- 2022 : 10e,  Vainqueur du classement du meilleur jeune,  maillot rose pendant 10 jours
- 2024 : 39e

### Tour d'Espagne
4 participations
- 2020 : 42e
- 2021 : 13e
- 2022 : 97e
- 2023 : 17e

## Classements mondiaux
| Année                                 | 2018  | 2019 | 2020 | 2021 | 2022 | 2023 | 2024 |
| ------------------------------------- | ----- | ---- | ---- | ---- | ---- | ---- | ---- |
| Classement mondial                    | 2277e | 833e | 975e | 544e | 179e | 609e | 250e |
| UCI Europe Tour                       | 1515e | 607e | 762e | 437e | 146e | nc   | nc   |
|                                       |       |      |      |      |      |      |      |
| Légende : nc = non classéSource : UCI |       |      |      |      |      |      |      |